# Chirurdzy (seria 7)
Siódmy sezon serialu medycznego Grey’s Anatomy: Chirurdzy rozpoczął się 23 września 2010 roku w Stanach Zjednoczonych, na antenie stacji ABC. Sezon wyprodukowany przez ABC Studios we współpracy z Shondaland oraz The Mark Gordon Company. Jest to ostatni sezon, w którym Shonda Rhimes jest odpowiedzialna za kierownictwo literackie serialu.

## Obsada

### Główna
- Ellen Pompeo jako Meredith Grey
- Sandra Oh jako Cristina Yang
- Justin Chambers jako Alex Karev
- Chandra Wilson jako Miranda Bailey
- James Pickens Jr. jako Richard Webber
- Sara Ramírez jako Callie Torres
- Eric Dane jako Mark Sloan
- Chyler Leigh jako Lexie Grey
- Kevin McKidd jako Owen Hunt
- Jessica Capshaw jako Arizona Robbins
- Kim Raver jako Teddy Altman
- Sarah Drew jako April Kepner
- Jesse Williams jako Jackson Avery
- Patrick Dempsey jako Derek Shepherd

### Drugoplanowa
- Mark Saul jako Steve Mastow
- Moe Irvin jako pielęgniarz Tyler
- Gloria Garayua jako Graciella Guzman
- James Tupper jako Andrew Perkins

### Specjalny gościnny występ
- Caterina Scorsone jako Amelia Shepherd

## Odcinki
| Nr | #  | Tytuł                              | Polski tytuł              | Reżyseria           | Scenariusz             | Premiera (ABC)       | Premiera w Polsce (Fox Life) |
| --- | -- | ---------------------------------- | ------------------------- | ------------------- | ---------------------- | -------------------- | ---------------------------- |
| 127 | 1  | With you I'm born again            | Jak nowo narodzony        | Rob Corn            | Krista Vernoff         | 23 września 2010     | 9 marca 2011                 |
| Po serii zabójstw w Szpitalu SGHMW pracownicy otrzymują wsparcie psychologiczne od byłego psychologa Szpitala Mercy West – doktora Andrew "McTreemy" Perkinsa Ponadto do szpitala zostaje przyjęty 19-letni chłopak z zaawansowanym guzem w okolicach czaszki, który powoduje u pacjenta drgawki i opadanie twarzy. Zabieg jest bardzo ryzykowny. Operacji wycięcia trudnego guza podejmują się dr Calliope Torres, dr Mark Sloan i dr Derek Shepherd. Derek rezygnuje z posady szefa szpitala, a zostaje z nim ponownie Richard Webber. Cristina i Owen biorą ślub w domu Meredith, a Shepherd w tym czasie – już po raz kolejny – siedzi w areszcie. |    |                                    |                           |                     |                        |                      |                              |
| 128 | 2  | Shock to the system                | Szok dla organizmu        | Tom Verica          | William Harper         | 30 września 2010     | 16 marca 2011                |
| Derek jest zły na Mer za to, że nie wyciągnęła go z aresztu. Po tygodniach ukrywania ciąży i poronienia, Meredith postanawia wyznać Derekowi prawdę. Oczyszczenie pozwala jej na powrót do operowania. Trauma Cristiny nasila się z chwilą przystąpienia do pierwszej po spotkaniu z mordercą operacji. Miranda nie pozwala Alexowi asystować dopóki nie pozbędzie się naboju po postrzale z klatki piersiowej. Arizona chce przemalować ściany w mieszkaniu Callie na bardziej pogodne. |    |                                    |                           |                     |                        |                      |                              |
| 129 | 3  | Superfreak                         | Pomyleniec                | Michael Pressman    | Mark Wilding           | 7 października 2010  | 23 marca 2011                |
| Derek martwi się o Yang i dlatego bierze ją na swój oddział. Chce jej pomóc. Callie i Arizona zastanawiają się jak dać Cristinie do zrozumienia, żeby się wyprowadziła. W szpitalu niespodziewanie pojawia się siostra Dereka – Amelia, która także jest neurochirurgiem. Przyjeżdża z pacjentem z guzem mózgu. Podczas operacji asystuje Yang. Amelia uważa, że Cristina jest niedojdą, bo nie potrafi nic zrobić na sali. Do szpitala trafia mężczyzna, którego ciało jest całe pokryte brodawkami. Szef Webber stara się pomóc Alexowi, gdy orientuje się, że ten po ostatnich tragicznych zdarzeniach nadal unika używania wind. Meredith i Derek skupiają się na powrocie Cristiny do ponownego wykonywania operacji. Teddy zakochała się w psychiatrze, który leczył chirurgów po strzelaninie. Teraz jest smutna, bo Andrew wyjeżdża. |    |                                    |                           |                     |                        |                      |                              |
| 130 | 4  | Can't fight biology                | Nie wygrasz z biologią    | Ed Ornelas          | Peter Nowalk           | 14 października 2010 | 30 marca 2011                |
| Meredith i Derek po badaniach położniczych otrzymują niepokojące wieści. Lexie jest załamana kiedy dowiaduje się, że Mer i April zbliżyły się do siebie. Duża samochodowa kraksa powoduje, że Jackson postanawia użyć swoich wdzięków w celu otrzymania ciekawego przypadku, za co ochrzania go Altman. Cristina nadal zmaga się z problemami w pracy i związku z Owenem. Szukają domu, w końcu Yang kupuje ten, który podobał się Owenowi. Cristina pobiera krew Mer, która chce się przekonać czy ma Alzheimera. |    |                                    |                           |                     |                        |                      |                              |
| 131 | 5  | Almost Grown                       | Prawie dorośli            | Chandra Wilson      | Brian Tanen            | 21 października 2010 | 6 kwietnia 2011              |
| Rezydenci ze szpitala Seattle Grace poddani zostają próbie przez szefa Webbera – Meredith, Cristina, Alex, April i Jackson stają się specjalistami. W tym samym czasie Derek, Callie, Teddy, Bailey, Arizona oraz Owen rywalizują o dotacje w wysokości miliona dolarów. |    |                                    |                           |                     |                        |                      |                              |
| 132 | 6  | These Arms of Mine                 | Wszystko w waszych rękach | Stephen Cragg       | Stacy McKee            | 28 października 2010 | 13 kwietnia 2011             |
| Sześć miesięcy po strzelaninie do szpitala przybywa ekipa filmowa kręcąca dokument dotyczący tragicznego zdarzenia jakie miało miejsce w Seattle Grace Mercy West. Kamera śledzi poczynania Dereka, Owena, Marka oraz Callie, którzy wspólnymi siłami przygotowują się do skomplikowanego zabiegu przeszczepu rąk. Meredith pomaga Cristinie, która ponownie musi odtworzyć przykre wspomnienia przed obiektywem. Dawna pacjentka Bailey, Mary wraca na operację, która nie odbyła się ze względu na fatalny bieg wydarzeń. |    |                                    |                           |                     |                        |                      |                              |
| 133 | 7  | That's Me Trying                   | Ciężka próba              | Tony Phelan         | Austin Guzman          | 4 listopada 2010     | 20 kwietnia 2011             |
| Rezydenci pracują do granic swoich wytrzymałości w chwili gdy Owen zabiera wszystkich na urazówkę, gdzie okazuje się, że będą pracować na manekinach. W tym samym czasie Cristina musi samotnie monitorować pacjenta z powikłaniami po przeszczepie płuc, pomaga jej w tym Meredith, z którą później wdaje się w kłótnie. Cristina obwinia za swoje otępienie Mer, po czym odchodzi z Settle Grace i mówi Huntowi, że nie chce już być chirurgiem. Arizona zrywa z Callie i sama wyjeżdża do Afryki. |    |                                    |                           |                     |                        |                      |                              |
| 134 | 8  | Something's Gotta Give             | Jedynie zmiana jest stała | Jeannot Swarc       | William Harper         | 11 listopada 2010    | 27 kwietnia 2011             |
| Do ściśle chronionego miejsca udaje się grupa lekarzy pod dowództwem szefa (Webbera). Próbują ocalić życie jednego z głównych polityków. W międzyczasie Cristina w końcu decyduje się udekorować mieszkanie i urządzić parapetówkę. Alex spóźnia się z wypadu na weekend na jego pierwszy obchód z nowym lekarzem prowadzącym pediatrą Dr. Phil Stark (gościnnie Peter MacNicol). |    |                                    |                           |                     |                        |                      |                              |
| 135 | 9  | Slow Night, So Long                | Długa noc                 | Rob Bailey          | Zoanne Clack           | 18 listopada 2010    | 4 maja 2011                  |
| Derek otrzymuje dotacje na badania kliniczne, których potrzebował. Wszyscy bliscy mu pracownicy szpitala w Seattle zabierają go do baru Joego aby uczcić ten sukces, doznają jednak szoku gdy za ladą dostrzegają kogoś znajomego. W tym samym czasie Meredith i Alex muszą radzić sobie sami podczas nocnego dyżuru z dziewięcioletnim pacjentem z powikłaniami pooperacyjnymi oraz jego natrętną matką. |    |                                    |                           |                     |                        |                      |                              |
| 136 | 10 | Adrift and at Peace                | Dryfowanie                | Allison Liddi-Brown | Tony Phelan,Joan Rater | 2 grudnia 2010       | 11 maja 2011                 |
| Mimo sprzeciwu Meredith, Derek postanawia zabrać Cristinę na wyprawę wędkarską, po to aby zapomnieć o wszystkich problemach i się spróbować odnaleźć. Tymczasem Teddy koncentruje cały swój wysiłek i współczucie na umierającego pacjenta (w tej roli Scott Foley), który nie ma ubezpieczenia zdrowotnego i stara się znaleźć dla niego jakieś rozwiązanie. |    |                                    |                           |                     |                        |                      |                              |
| 137 | 11 | Disarm                             | Rozbrojony                | Debbie Allen        | Krista Vernoff         | 6 stycznia 2011      | 18 maja 2011                 |
| W jednej z pobliskich szkół w Seattle dochodzi do strzelaniny. Pracownicy Seattle Grace Mercy West Hospital zmuszeni są wkroczyć z pomocą w samo serce wydarzenia. Nie przychodzi im to jednak łatwo, gdyż u niektórych dawne rany pozostały jeszcze świeże. W tym samym czasie Arizona nie zastaje ciepłego powitania w szpitalu. |    |                                    |                           |                     |                        |                      |                              |
| 138 | 12 | Start Me Up                        | Zacząć jeszcze raz        | Mark Jackson        | Natalie Krinsky        | 13 stycznia 2011     | 25 maja 2011                 |
| Arizona za radą Marka stara się pogodzić z Callie, która ma do ujawnienia pewną nową, zaskakującą informację. Teddy musi podjąć ważną decyzję podczas operacji Henry'ego. Rezydenci otrzymują do pomocy nowych stażystów. Szef ma coś ważnego za zakomunikowania... szuka szefa rezydentów, kto nim zostanie? |    |                                    |                           |                     |                        |                      |                              |
| 139 | 13 | Don't Deceive Me (Please Don't Go) | Poczucie odrzucenia       | Kevin McKidd.       | Mark F. Wilding        | 3 lutego 2011        | 25 maja 2011                 |
| Derek rozpoczyna swoje badania kliniczne dot. choroby Alzheimera. Do współpracy wybrał kogoś innego niż Meredith, która poczuła się lekko odepchnięta. Bailey podpisała umowę z mediami, a nowy projekt polega na tym, że chirurdzy na bieżąco informują o tym co się dzieje w sali operacyjnej. Decyzja to nie za bardzo spodobała się Webberowi. Callie, Mark i Arizona starają się jakoś odnaleźć w tej nowej sytuacji. Najbardziej świruje Callie, która doprowadza swoją położną (w tej roli gościnnie wystąpi Rachael Taylor) do szaleństwa. |    |                                    |                           |                     |                        |                      |                              |
| 140 | 14 | P.Y.T. (Pretty Young Thing)        | Całkiem młoda             | Steve Robin         | Austin Guzman          | 10 lutego 2011       | 1 czerwca 2011               |
| Do szpitala trafia ojciec Lexie i Meredith, Thatcher, który ma problemy z bólem brzucha. Podczas badania przez jego młodszą córkę do pokoju pacjenta wpada kobieta, która jest nową dziewczyną ojca Grey. Lexie popada w szał, gdyż nie przypadła jej do gustu wytatuowana, była alkoholiczka, która mizia się z jej ojcem. Mark wykorzystuje Jacksona, aby ten znalazł powód smutku Lexie. Jego "nagrodą" ma być operacja nosa. Avery za radą Sloana daje małej Grey czekoladki orzechowe i ta otwiera się przed nim. Jackson jednak nie powtarza tego wszystkiego Sloanowi, a po pracy zaprasza Lexie do baru Joego. Dr Webber proponuje Meredith rozpoczęcie badań nad cukrzycą według zapisów z pamiętnika jej matki. Ta rozważa tę propozycję, jednak w końcu rezygnuje, gdyż woli prowadzić badania z Derekiem na temat alzheimera. Mark i Arizona prowadzą "wojnę" z Callie, gdyż ta nie może pić kawy. Torres chodzi cały dzień nabuzowana, po czym pod koniec dnia narzuca im nowe zasady w których jest mowa o jednym kubku kawy dziennie. |    |                                    |                           |                     |                        |                      |                              |
| 141 | 15 | Golden Hour                        | Złoty czas                | Rob Corn            | Stacy McKee            | 17 lutego 2011       | 1 czerwca 2011               |
| Podczas dyżuru Meredith ma urwanie głowy z czterema pacjentami, którymi zajmuje się praktycznie sama. W ciągu tej godziny wykonuje operacje pacjenta, który umiera na stole. Drugi pacjent, czteroletni chłopiec ze złamaną kończyną, czeka już cały dzień na operację. Zajmuje się nim w końcu Alex Karev. Trzeci pacjent to pijany kibic z nożem w głowie, który pod koniec dnia zostaje wypisany. Czwarty pacjent ma udar mózgu, który zauważa dopiero Meredith, mimo iż zajmowała się nim Lexie. |    |                                    |                           |                     |                        |                      |                              |
| 142 | 16 | Not Responsible                    | Nieodpowiedzialny         | Debbie Allen        | Debora Cahn            | 24 lutego 2011       | 8 czerwca 2011               |
| Meredith zauważa rano, że ma problemy ze wzrokiem. Próbuje to ukryć, jednak podczas operacji z Derekiem sprawa wychodzi na jaw. Cristina mówi Huntowi, że nie chce mieć dzieci, mimo to on się nie przejmuje, gdyż uważa, że za parę lat jego żona zmieni zdanie. Lexie cierpi z powodu Marka. Uważa, że popełniła błąd odchodząc, jednak Jackson wyjaśnia jej, że zamiast niego będzie miała jeszcze dziecko i dwie kobiety, Arizonę wraz z Callie. Dr Stark zaprasza April na randkę, gdyż jest oszołomiony tym, że na jej prośbę zmienił zdanie, czego nigdy wcześniej nie robił. Teddy zajmuje się pacjentem, który potrzebuje przeszczepu płuc. |    |                                    |                           |                     |                        |                      |                              |
| 143 | 17 | This Is How We Do It               | Tak to się robi           | Ed Ornelas          | Peter Nowalk           | 24 marca 2011        | 8 czerwca 2011               |
| Mąż Teddy wraca do szpitala, wyznaje jej (będąc pod wpływem leków), że chciałby się z nią spotykać, Teddy nie jest tym wyznaniem zachwycona, szczególnie, że Szef również je słyszy. Adele przystępuje do testów Dereka, zdaje je i niestety nie zostaje dopuszczona do badań, jednak ona i Szef uświadamiają sobie, że jest naprawdę chora. Mark dowiaduje się, że Lexie spotyka się z Jacksonem. Arizona oświadcza się Callie w trakcie podróży samochodem, chwilę potem powoduje wypadek... |    |                                    |                           |                     |                        |                      |                              |
| 144 | 18 | The Song Beneath the Song          | Dźwięki muzyki            | Tony Phelan         | Shonda Rhimes          | 31 marca 2011        | 15 czerwca 2011              |
| Callie trafia do szpitala, jej stan jest bardzo zły, jej przypadkiem zajmuje się Owen. Do szpitala aby ratować dziecko Callie przybywa Addison.Mark mówi Arizonie ze jest nikim, ostatecznie odwołuje swoje słowa. Teddy mówi Cristinie że nie może już jej dłużej uczyć. W czasie operacji Addison wykonuje cesarskie cięci, dziecko ma kłopoty z oddychaniem, jednak dzięki Arizonie wszystko kończy się dobrze. Także Callie przeżywa, a kiedy odzyskuje przytomność mówi Arizonie że chce zostać jej żoną. |    |                                    |                           |                     |                        |                      |                              |
| 145 | 19 | It's a Long Way Back               | Duży krok wstecz          | Steve Robin         | William Harper         | 28 kwietnia 2011     | 15 czerwca 2011              |
| Lekarze robią wszystko co w ich mocy, aby pomóc Callie i jej córeczce Sofii w ich bolesnej drodze do wyzdrowienia. Każdy stara się, aby matka z córką jak najszybciej się spotkały. Nagła śmierć jednego z pacjentów Dereka, biorącego udział w jego badaniach klinicznych wywoła u Derek jeszcze większa ostrożności. Tymczasem Meredith podejmuje ryzykowny ruch. Alex leczy stukniętą, bogatą kobietę, chorą na raka i wpada na pomysł co zrobić, aby wygrać konkurs na szefa rezydentów. Teddy jest miło zaskoczona na widok przyjaznej twarzy – w szpitalu pojawia się ponownie Perkins. |    |                                    |                           |                     |                        |                      |                              |
| 146 | 20 | White Wedding                      | Tradycyjny ślub           | Chandra Wilson      | Stacy McKee            | 5 maja 2011          | 22 czerwca 2011              |
| Wielki dzień Callie i Arizony zbliża się nieubłaganie, para szybko zdaje sobie jednak sprawę, że nie wszystko dzieje się po ich myśli. Matka Callie nie akceptuje ich związku i uważa, że nie będzie to prawdziwy ślub. Pomimo trudności dochodzi do ceremonii. Rodzice Callie nie biorą w niej udziału. W tym samym czasie Alex nadal wzbudza zazdrość u pozostałych rezydentów, gdy wydaje się on być głównym pretendentem do stanowiska ich nowego przełożonego. Meredith i Derek podejmują decyzję, która zmieni ich życie na zawsze. Postanawiają adoptować dziewczynkę z Afryki o imieniu Zola. Biorą cichy ślub w Urzędzie Stanu Cywilnego. Doktor Perkins pojawia się w Seattle i przedstawia Teddy bardzo kuszącą propozycję. Chce aby kobieta wyjechała z nim na stałe do Niemiec gdzie dostał intratną posadę. |    |                                    |                           |                     |                        |                      |                              |
| 147 | 21 | I Will Survive                     | Zwyciężę                  | Tom Verica          | Zoanne Clack           | 12 maja 2011         | 22 czerwca 2011              |
| Osobiste i zawodowe stresy znacząco wpływają na Meredith, która jest na skraju załamania. Owen przeprowadza rozmowy z kandydatami na stanowisko Szefa Rezydentów. Cristina z coraz większą zawziętością walczy o tę posadę. Związek Alexa i Lucy zostaje poddany próbie. Jackson niespodziewanie wycofuje się z udziału w badaniach klinicznych cukrzyków prowadzonych przez Webbera. Meredith i Derek chcą zaadoptować dziecko. |    |                                    |                           |                     |                        |                      |                              |
| 148 | 22 | Unaccompanied Minor                | Nieletni bez opieki       | Rob Corn            | Debora Cahn            | 19 maja 2011         | 29 czerwca 2011              |
| Nieuczciwość Meredith w badaniach klinicznych wychodzi na jaw i doprowadza do poważnych konsekwencji. Cristina postawiona zostaje w sytuacji, która zmusza ją do wyboru pomiędzy karierą a życiem prywatnym. Owen ogłasza nowego przełożonego rezydentów. Teddy dokonuje zaskakującej decyzji mającej wpływ na jej przyszłość. |    |                                    |                           |                     |                        |                      |                              |